# Pulled pork
Il pulled pork (in italiano "maiale sfilacciato"), anche abbreviato pulled, è un piatto statunitense originario della Carolina del Nord. Il piatto è composto dalla spalla di un giovane suino che, dopo essere stata aromatizzata, viene servita cotta. Il pulled pork viene a volte usato come ripieno per panini insieme alla coleslaw.

## Storia
Il pulled pork risale all'epoca coloniale, quando gli indiani Taino erano soliti cuocere carne e pesce su fosse ardenti. L'usanza di cuocere carne alla brace negli attuali USA risale invece alla metà del sedicesimo secolo, quando gli spagnoli esportarono i maiali nel sud degli attuali Stati Uniti meridionali. Tale piatto, che oggi vanta una crescente popolarità in tutto il mondo, è considerato il più celebre della cucina degli Stati Uniti meridionali e viene spesso consumato in occasione delle grigliate.